# Mister V.
Ne doit pas être confondu avec l'humoriste et le rappeur, Mister V.
Pour plus de détails, voir Fiche technique et Distribution.
Mister V. est un film français réalisé par Émilie Deleuze, sorti en 2003.

## Synopsis
Lucas, un jeune scientifique fasciné par l'étude du mouvement, se retrouve confronté à une impasse dans sa vie professionnelle et sentimentale. Lorsque son frère Luigi, un éleveur de chevaux passionné et escroc, meurt accidentellement, Lucas prend en charge l'élevage et la veuve de son frère. Il découvre alors une arnaque aux assurances impliquant un étalon, destiné à être abattu malgré le potentiel qu'avait vu Luigi en lui. Entre ses sentiments pour sa belle-sœur, les souvenirs de son frère et les pressions de l'ex-associé escroc, Lucas est déchiré. Cependant, il puise sa force et sa détermination dans la fascination qu'il développe pour l'étalon meurtrier.

## Fiche technique
- Titre français : Mister V.
- Réalisation : Émilie Deleuze
- Scénario : Émilie Deleuze et Laurent Guyot
- Photographie : Jean-Philippe Bouyer
- Production : Agnès B., Maurice Bernart et Pauline Duhault
- Pays d'origine :  France
- Genre : drame
- Date de sortie : 2003

## Distribution
- Mathieu Demy : Lucas
- Aure Atika : Cécile
- Patrick Catalifo : Luigi
- Jean-Louis Richard : Patrice Lemoigne
- Gérald Thomassin : Jean-François, le palefrenier
- Fabien Lucciarini : Marco
- Lucie Jan Martin : Clara
- Fabien Ruiz : Le professeur de claquettes
- Paulo Branco : Batistella
- Jean Douchet : Scientifique
- Richard Copans : Scientifique